# زلزال جزر سوان
زلزال جزر سوان هو زلزال ضرب البحر الكاريبي على بعد 44 كلم من جزر سوان في يوم 9 يناير 2018 على الساحل الشرقي لهندوراس بقوة 7.6 ريختر، أثر الزلزال على كامل منطقة أمريكا الوسطى وتسبب بمخاوف من وقوع تسونامي إلا أنه لم يسبب أي خسائر بشرية.